# Iva Zanicchi
Iva Zanicchi (Ligonchio, 18 gennaio 1940) è una cantante, conduttrice televisiva, attrice ed ex politica italiana.
Soprannominata l'Aquila di Ligonchio e definita da alcuni addetti ai lavori l'Amália Rodrigues italiana, fa parte del quintetto delle grandi voci femminili italiane degli anni sessanta e settanta, con Mina, la tigre di Cremona, Milva, la pantera di Goro, Patty Pravo, la Civetta di Venezia, e Orietta Berti, l'usignolo di Cavriago; si è esibita in alcuni dei più importanti teatri internazionali, come il Madison Square Garden di New York, l'Olympia di Parigi, il Teatro dell'opera di Sydney e il Teatro Colón di Buenos Aires, è entrata nelle classifiche discografiche di svariati paesi e ha tenuto lunghe tournée in quasi tutto il mondo: Stati Uniti d'America, Canada, Australia, Francia, Spagna, Turchia, Argentina, Cile, Brasile, Giappone, Grecia, Unione Sovietica, Bulgaria, Malta, Romania e Cecoslovacchia.
Per lei hanno scritto, tra gli altri, Cristiano Malgioglio, Franco Califano, Paolo Conte, Lucio Battisti, Carla Vistarini, Roberto Vecchioni, Mogol, Umberto Balsamo, Umberto Bindi, Shel Shapiro, Giuni Russo, Donatella Rettore, Zucchero Fornaciari, Pino Donaggio, Mario Rosini, Mariella Nava, Tiziano Ferro, gli Avion Travel e Sal Da Vinci.
È la cantante donna che ha vinto più volte il Festival di Sanremo, avendo trionfato tre volte (1967, 1969, 1974) su undici partecipazioni.

## Biografia

### Gli anni sessanta

#### Gli esordi e la Carnegie Hall di New York

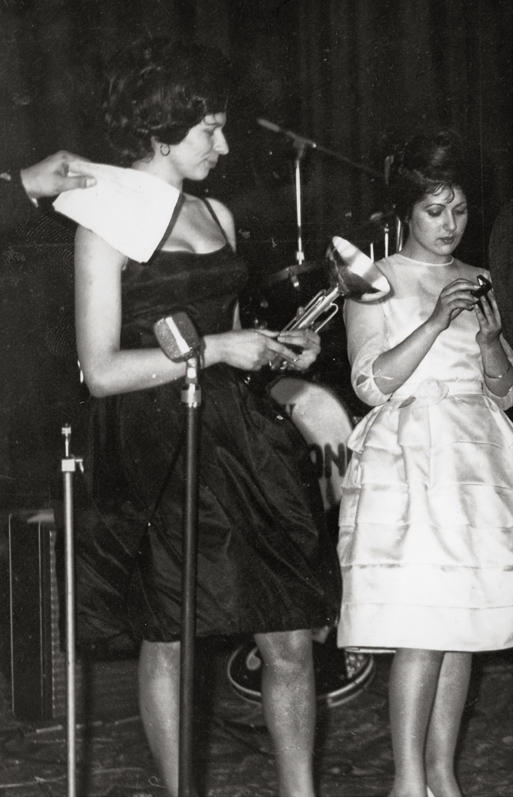
Iva Zanicchi (in primo piano) e Orietta Berti a Voci Nuove Disco d'Oro nel 1961

Nata a Vaglie (frazione dell'allora comune di Ligonchio, oggi Ventasso) da Zefiro (1911-2004) ed Elsa Raffaelli (21 giugno 1914-26 settembre 2010), terza di quattro figli (oltre a lei due sorelle, Maria Rosa (1935) e Wiria (1938), e un fratello Antonio (1943-2020), dopo un'apparizione televisiva a Campanile sera con Mike Bongiorno, le lezioni di canto e un tour nelle balere romagnole, esordisce nel 1960 con la partecipazione a I due campanili di Silvio Gigli, un festival itinerante.
Nel 1961 partecipa al concorso Voci Nuove Disco d'Oro a Reggio Emilia, qualificandosi per la finale che si tiene il 15 aprile al Tarantola Club: arriva seconda dietro Paola Neri, e tra gli altri cantanti in gara vi sono Orietta Berti (sesta) e Gianni Morandi (nono).
Nel 1962, su incoraggiamento di Gianni Ravera, si iscrive al Festival Nazionale per voci nuove di Castrocaro. In vista del concorso si trasferisce a Reggio Emilia per prendere lezioni di canto dal maestro Bertani e farsi un repertorio.
Si apre così la strada per Castrocaro. Data per favorita, arriva alla serata finale, ma non vince. La sua voce nera colpisce tuttavia i discografici della nuova etichetta Ri-Fi, che le fanno sottoscrivere un contratto. Nel maggio 1963 viene pubblicato il suo primo 45 giri contenente le canzoni Zero in amore/Come un tramonto, scritte per lei e arrangiate dal maestro Gorni Kramer. Nel giugno dello stesso anno viene pubblicato un altro 45 giri, composto dai brani Tu dirai e Sei ore.
Presto arrivano i primi riconoscimenti: nello stesso anno partecipa con successo al Festival della canzone italiana in Svizzera con il brano Quando verrai e ottiene il massimo dei voti al concorso Ribalta per Sanremo, antesignano di Sanremo Giovani. Un impresario italoamericano che l'ha sentita a Castrocaro le propone di cantare alla Carnegie Hall di New York: accetta, viene molto apprezzata dai connazionali di oltreoceano e torna in Italia innamorata del jazz, del blues e del soul. Ecco che allora, nel 1964, incide la sua prima canzone di successo: Come ti vorrei, versione italiana di Cry to Me di Solomon Burke; il brano, presentato inizialmente al Burlamacco d'oro di Viareggio e per la prima volta in TV nel programma musicale di Giorgio Gaber Questo e quello, vende 400 000 copie e balza subito ai primi posti delle classifiche dei dischi più venduti.

#### Con Mina alla Ri-Fi

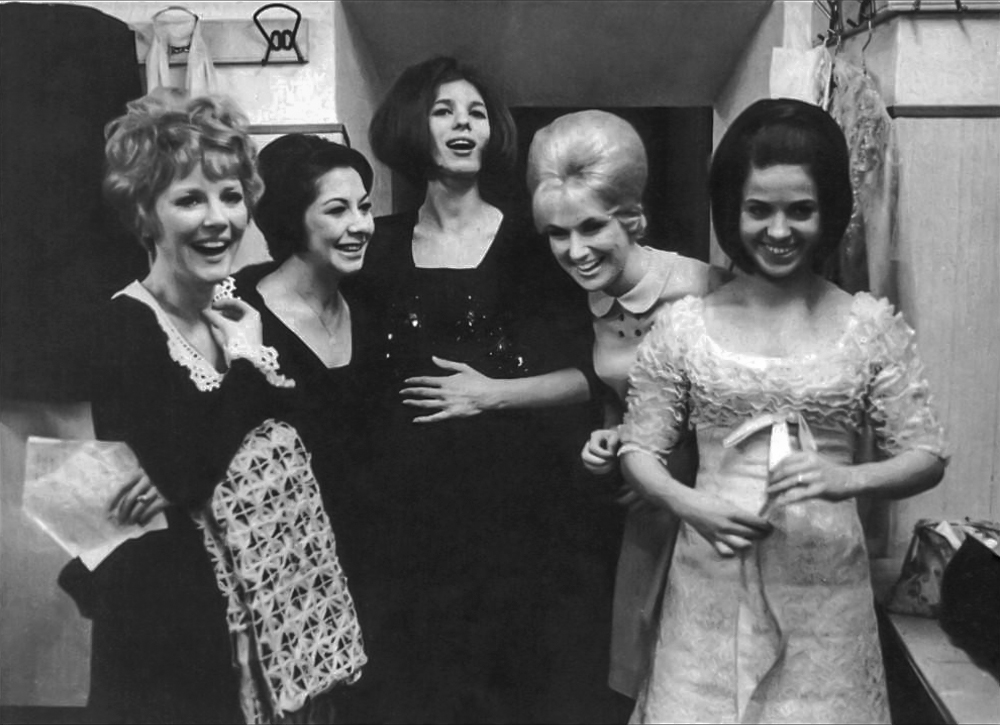
Da sinistra, Petula Clark, Timi Yuro, Iva Zanicchi, Dusty Springfield e Audrey Arno nei camerini di Sanremo 1965

Nel 1965, dopo il grande apprezzamento ricevuto l'anno prima, presenta al Festival di Sanremo il brano I tuoi anni più belli, composta da Mogol e Enrico Polito. Il brano, dal punto di vista musicale è costruito sulle escursioni tra alti e bassi e strizza l'occhio al genere rock in alcuni arrangiamenti. Non accede alla finale, ma Iva si crea un suo mercato, soprattutto tra i giovani.
Sempre nel 1965 partecipa a Un disco per l'estate, ma non arriva in finale, con il brano Accarezzami amore. Il pezzo ha un andamento trascinante, a metà tra blues e melodia, e si presta alla sua maniera di interpretazione. Il risultato di mercato rivela come il pubblico adesso abbini il volto alla sua particolare e inconfondibile voce. La sua casa discografica immette allora sul mercato il suo primo album Iva Zanicchi, contenente i brani già editi su 45 giri, più la rivisitazione in chiave moderna del brano storico Ma l'amore no, arrangiato da Augusto Martelli, che la cantante propone al programma La prova del nove presentato da Corrado. L'album ottiene il premio della critica discografica.
A ogni modo i primi anni alla Ri-Fi non sono facili per Zanicchi. Si trova nella stessa casa discografica di Mina, all'epoca già molto famosa e amata grazie a canzoni come Tintarella di luna e Il cielo in una stanza o a programmi televisivi come Studio Uno. I discografici la tengono un po' in disparte, inoltre le canzoni più prestigiose vengono sempre offerte prima a Mina, e solo dopo i suoi eventuali rifiuti, vengono successivamente affidate a Zanicchi. È a partire da questo periodo che si comincia quindi a vociferare di una rivalità tra le due cantanti, vera o presunta, ma di certo alimentata dai giornali e da episodi come quello avvenuto nel 1966, quando, al tempo dell'uscita di Fra noi, il disco viene meno pubblicizzato rispetto a Breve amore e Se telefonando di Mina. E questo succede nelle trasmissioni radiofoniche curate appositamente dalla Ri-Fi. Sarà solo a partire dal 1967, a seguito del passaggio di Mina a un'altra casa discografica, la PDU, che la Ri-Fi incomincerà a concentrarsi seriamente su Iva Zanicchi e a darle la giusta considerazione.

#### DaLa notte dell'addioaZingara

Iva Zanicchi e Claudio Villa vincitori a Sanremo 1967

Da un referendum della rivista Ciao amici del gennaio 1966 risulta comunque già la terza cantante italiana più popolare del periodo, alle spalle di Rita Pavone e Mina. Partecipa, dunque, per la seconda volta al Festival di Sanremo con La notte dell'addio, composta da Alberto Testa e Memo Remigi. Il brano arriva in finale ma non vince. Tuttavia rimane una delle canzoni più importanti di tutta la sua carriera, dimostrandole che può affrontare anche generi diversi da quelli proposti fino ad allora.
Incoraggiata da questo risultato, torna in gara a Un disco per l'estate con Fra noi, scritta da Amadesi-Albula. La canzone entra in finale e diventa uno dei maggiori successi dell'estate. Il successo di La notte dell'addio e di Fra noi la impone quale "voce dell'abbandono", distinguendosi per il suo temperamento sanguigno e genuino. Questo spinge i suoi discografici a proporla anche come nuova interprete della melodia più passionale, la canzone napoletana. Partecipa infatti al Festival di Napoli, dove esegue i due brani Ma pecché e Tu saje 'a verità, eseguiti in abbinamento con Luciano Tomei e Michele Iuliano; il primo brano entrerà nella colonna sonora del film Operazione San Gennaro (1966) di Dino Risi.
A Scala reale, trasmissione abbinata alla Lotteria Italia, nella squadra di Claudio Villa, presenta alla prima fase della gara la già citata Fra noi e riesce a raggiungere la finalissima, dove propone il suo nuovo singolo Monete d'oro, che, però, non riscuote successo.
Il 1967 si apre con la sua prima vittoria al Festival di Sanremo con la canzone Non pensare a me, presentata in coppia con Claudio Villa. Ma la scelta di quest'ultimo non è in linea con il suo precedente percorso artistico. Le case discografiche interessate al pezzo sono tre: la Ri-Fi per Iva Zanicchi, la CGD per Dionne Warwick e la Fonit Cetra per Claudio Villa. Gianni Ravera sceglie l'accoppiata Villa-Zanicchi.
Il brano riesce a vincere, tuttavia sia Iva che Claudio Villa vengono travolti da un mare di polemiche. Una giuria composta per tre quarti di giovani, l'anno successivo all'esplosione del "beat", finisce per premiare un brano di impianto più tradizionale, in un Festival segnato anche dal decesso di Luigi Tenco, la cui canzone viene esclusa dalla finale. Anni dopo Iva dichiarerà in una intervista che Lucio Dalla le rivelò la sua delusione per quella svolta melodica dopo gli inizi blues. Decisa a rilanciare la sua "immagine giovane" e a rassicurare i suoi fan con incisioni più in linea con il genere iniziale, a Un disco per l'estate presenta la canzone Quel momento. Inoltre, pubblica il suo secondo album dal titolo Fra noi contenente tra l'altro il brano Le montagne (Ci amiamo troppo), cover di River Deep - Mountain High di Ike & Tina Turner, che presenta tra l'altro durante il programma televisivo Il tappabuchi, condotto da Corrado. Tuttavia, il successo del brano è inferiore alle aspettative. Nella puntata del 12 marzo 1967 del programma Musica da sera, dedicato a Ennio Morricone, oltre alla sua Non pensare a me, interpreta Se telefonando di Mina e una canzone appositamente scritta per lei da Ennio Morricone, Se non ci fosse una storia.

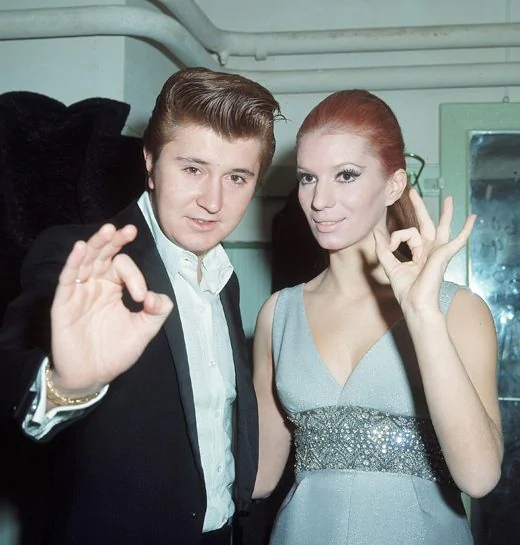
Iva Zanicchi e Bobby Solo vincitori a Sanremo 1969

Intanto accetta di girare un musicarello (così vengono chiamati all'epoca i film musicali con trame banali per dare al cantante-protagonista i pretesti narrativi per riproporre i suoi brani più famosi), la pellicola si intitola Una ragazza tutta d'oro e racconta di un famoso pianista che, in rotta con la moglie, incontra per caso la cantante dei suoi sogni, la giovane Iva Zanelli (alias Zanicchi): se ne innamora e decide di lanciarla nel suo programma televisivo. E proprio durante le riprese, Zanicchi si accorge di aspettare un bambino da Antonio Ansoldi, direttore artistico della Ri-Fi e suo nuovo compagno.
La scoperta della gravidanza spinge la cantante a dare la precedenza alla vita privata. Annulla la sua partecipazione al Cantagiro e il 19 luglio si sposa a Bologna. Il 19 dicembre 1967 nasce Michela. La figlia assorbe tutte le sue attenzioni, finché si ritrova nuovamente iscritta dalla sua casa discografica al Sanremo con la canzone Per vivere, scritta da Umberto Bindi. La canzone però non arriva alla serata finale e anche commercialmente passa quasi inosservata, complice la scarsa attenzione che Iva può dedicarle in quel periodo.
Torna a Un disco per l'estate, dove presenta Amore amor e, in autunno, a Canzonissima canta Come ti vorrei (scelta dalla commissione di Canzonissima), e incide Senza Catene, cover di Unchained Melody dei The Righteous Brothers. Unchained Melody è anche il titolo del suo terzo album, ricco di brani stranieri, che esce in quei giorni. Altro brano di successo inciso nell'anno è La felicità. Il 1969 si apre con una nuova partecipazione al Sanremo. Iva propone, in coppia con Bobby Solo, Zingara.
Il brano si aggiudica la diciannovesima edizione del festival e conquista il pubblico, riscuotendo un grande successo di vendite. Diventa un evergreen e si lega indissolubilmente alla virtuosa interpretazione di Iva. Questa vittoria le permette di rappresentare l'Italia al quattordicesimo Eurovision Song Contest (all'epoca noto in Italia come Eurofestival) a Madrid, con il brano Due grosse lacrime bianche con cui si piazzerà tredicesima.
Contemporaneamente decide di partecipare al Cantagiro, ma si trova coinvolta in un mare di polemiche, poiché la sua casa discografica è accusata di avere comprato una giuria. Quindi è costretta ad abbandonare la competizione. Decide dunque di prendere parte al Canta Celentanotto, una sorta di contro-Cantagiro organizzato da Adriano Celentano e la sua etichetta. In autunno torna a Canzonissima per presentare il brano Vivrò, cover di My Prayer dei Platters, che riscuote un ottimo successo di vendite.

### Gli anni settanta

#### Il grande successo: Endrigo, Theodorakis, Aznavour, Vecchioni

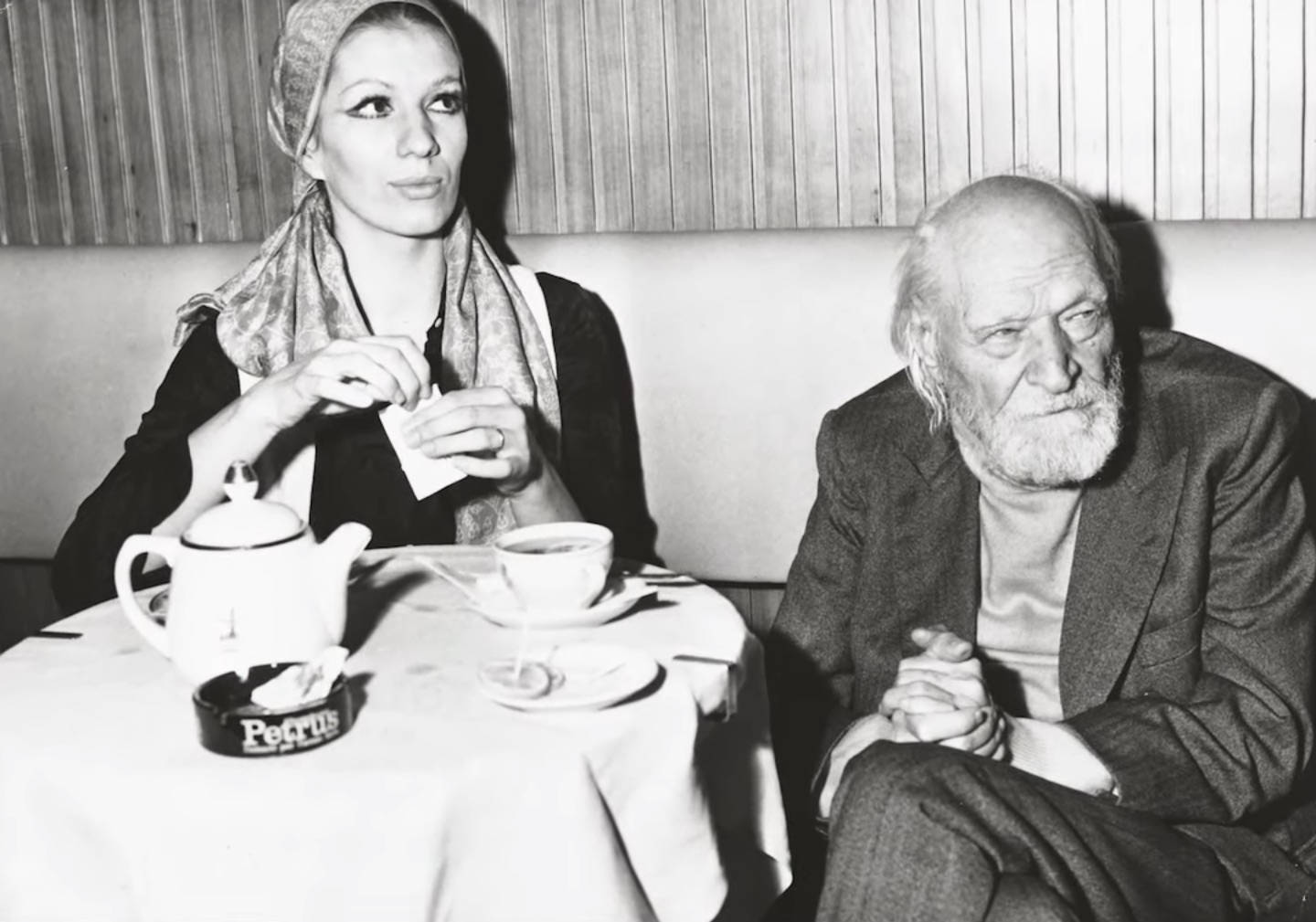
Iva Zanicchi con il poeta Giuseppe Ungaretti nel 1970

Nel 1970 torna per la sesta volta al Festival di Sanremo dove presenta, insieme all'autore Sergio Endrigo, L'arca di Noè, uno dei primi brani "ermetici" della storia musicale italiana. Insieme conquistano il terzo posto e il premio della Critica come miglior testo. La canzone affronta il tema delle sorti dell'uomo, dandone una visione estremamente cupa e oscura ma comunque riscuote molto successo. Grazie alla sua interpretazione al Festival, viene annoverata tra le 5 big della canzone italiana di quel periodo (insieme a lei, Mina, Ornella Vanoni, Patty Pravo e Milva), come le ricorda Alighiero Noschese durante la sua ospitata nel programma Doppia coppia.
Poche settimane dopo, in occasione del premio per la Regia Televisiva di Salsomaggiore Terme, gira un video del brano Un uomo senza tempo, con la partecipazione del poeta Giuseppe Ungaretti. Un uomo senza tempo, brano trainante dell'album Iva senza tempo, è l'adattamento italiano di Mi viejo, un brano argentino che Iva dedica appunto al poeta. È un altro grande successo. In autunno Iva ripropone il brano a Canzonissima riuscendo a superare la prima fase della gara canora.
Alla fase successiva si presenta con Un fiume amaro, brano scritto dal compositore greco Mikīs Theodōrakīs, che Iva incide insieme ad altri otto brani dell'autore greco raccogliendoli nell'album Caro Theodorakis... Iva. È la consacrazione: l'album porta Iva Zanicchi nella classifica dei 33 giri (nove mesi di permanenza), mentre il 45 giri arriva alla numero 2 dell'hit-parade, vendendo oltre un milione di copie. Mikis Theodorakis la ringrazia pubblicamente con una dedica impressa sulla confezione del disco accanto ad alcune loro fotografie in sala di registrazione: "Cara Iva, la tua voce è piena di luce, piena di gioia. Ti ringrazio perché canti. Ti ringrazio perché la tua voce ha incontrato la mia musica".
Alla finalissima si presenta con il nuovo brano Una storia di mezzanotte, scritta da Nicola Di Bari e classificandosi alla sesta posizione. Il retro di questa incisione è occupato da Il bimbo e la gazzella, versione italiana di L'enfant e la gazelle di Nana Mouskouri, che divenne sigla del programma radiofonico Gran varietà. Nel novembre dello stesso anno debutta come conduttrice radiofonica nel programma Il gioco dei tre, dove, oltre a cantare, recita brevi scenette con Antonio Guidi. In questo periodo inizia anche una collaborazione con Roberto Vecchioni, che scriverà per lei tre canzoni: Un attimo, Sarà domani e la scanzonata Amore matto.
Il 1971 si apre con Iva alle prese con il ruolo di attrice ne Gli amici del bar, per la regia di Maurizio Corgnati, ex-marito di Milva. All'inizio di aprile dello stesso anno pubblica con rinnovato successo un secondo album monografico: Caro Aznavour, in cui Iva Zanicchi reinterpreta dieci brani tratti dal repertorio dello chansonnier francese Charles Aznavour, tra i quali spiccano le sue versioni di Ieri sì..., Com'è triste Venezia, Morir d'amore e Il sole verde. L'album arriva alla numero 7 dell'hit-parade. Lo stesso Aznavour viene in Italia a presentare l'album in televisione insieme a Iva. In una puntata di Senza rete, infatti, i due ne ricreano l'atmosfera, dando vita ad un duetto sulle note di Ti lasci andare.
Si classifica terza a Un disco per l'estate e seconda al Festivalbar con La riva bianca, la riva nera, un inno pacifista che diventa una delle sue più grandi hit, nonché uno dei più importanti exploit commerciali anche all'estero: il 45 giri arriva al primo posto in hit-parade, vendendo circa tre milioni di copie in tutto il mondo. La canzone è un dialogo tra un giovane soldato e un vecchio capitano, rimasto cieco, che si incontrano sul finire delle ostilità. Iva dà voce ai due personaggi, creando un grande impatto emotivo, accentuato dal coro che apre e chiude la canzone.

#### Interprete impegnata: daShalomaMi ha stregato il viso tuo

Iva Zanicchi (la prima da destra) con Sandra Mondaini e Minnie Minoprio nel 1972 durante il varietà Sai che ti dico?

A fine anno Iva Zanicchi pubblica l'LP Shalom, nel quale propone alcuni canti appartenenti alla tradizione del popolo ebraico. E insieme a Caro Theodorakis... Iva e a Caro Aznavour va a completare un trittico, che rappresenta, forse, l'apice di tutta la sua carriera musicale, un viaggio attraverso immagini e suoni della musica mediterranea di autore e di ispirazione popolare.
Alla finale di Canzonissima presenta un altro grande successo, Coraggio e paura, classificandosi terza, prima fra le donne. Il brano è il racconto in prima persona dell'incontro con tre uomini giunti al momento dei bilanci nella vita. Il filo conduttore che unisce le loro vicende è la domanda che ritorna nel ritornello: Fu forse coraggio/o forse fu paura?. Il brano vende oltre 600 000 copie.
Nel gennaio 1972 partecipa alla trasmissione televisiva Sai che ti dico?, presentata da Sandra Mondaini e Raimondo Vianello: le fantasie musicali più riuscite che in ogni puntata Iva dedica a un autore o a un interprete vengono raccolte nell'album Fantasia. In quello stesso periodo viene anche contattata da Lucio Battisti, che le manifesta il desiderio di scrivere una canzone per lei. Tuttavia, il brano non la convince, così come non convince la Ri-Fi, che decide di utilizzarlo come retro di Ma che amore, sigla di Sai che ti dico?. La canzone, dal titolo Il mio bambino, si rivela un mezzo flop.
Non si scoraggia e torna a Un disco per l'estate, arrivando in finale con Nonostante lei di Mogol-Testa-Renis. La canzone, dai toni cupi, parla di una donna che riflette sulla possibilità di condividere il suo ex con l'amante che glielo ha portato via. Iva si lancia in virtuosismi canori che la portano a sconfinare verso campi musicali ancora quasi inesplorati, come il fado portoghese.
Dopo l'estate e un nuovo singolo dalle atmosfere country, Alla mia gente, si prepara a partecipare nuovamente a Canzonissima. Arrivata in finale, esegue dal vivo Mi ha stregato il viso tuo, scritta da Albertelli e Soffici, classificandosi terza per il secondo anno consecutivo. La canzone è tratta dal suo nuovo LP, Dall'amore in poi, che contiene, oltre alla canzone omonima, anche una rilettura del brano Amazing Grace, che tradotto da Paolo Limiti diviene La mia sera. Mi ha stregato il viso tuo raggiunge la quinta posizione in hit parade, diventando il 31º singolo più venduto del 1973.

#### Il Madison Square Garden di New York e il teatro

Iva Zanicchi (la terza da sinistra) con Milva, Mia Martini, Marcella Bella, Ornella Vanoni e Gigliola Cinquetti nel 1973

Nel 1973 si susseguono le tournée all'estero: Francia, Giappone, Spagna e Cile, a cui si aggiunge il primo tour negli Stati Uniti e in Canada. L'apice è il suo concerto a Toronto, a cui assistono ventimila persone e la sua esibizione al Madison Square Garden di New York, un tempio della musica internazionale. Nel frattempo riceve un'importante proposta dal sovrintendente del Teatro Regio di Parma: vorrebbe che Iva si esibisse sul palco da sempre adibito esclusivamente alla musica lirica. Accetta ed è un grande successo. Iva dirà:
Dopo il Regio (che le propone altri recital del genere), si fanno vivi altri teatri, tra cui il Teatro alla Scala di Milano. Per questo, comincia a prendere lezioni di ballo e a studiare alcuni spettacoli di successo messi in scena a Broadway.
Dopo i successi degli ultimi anni, ammette che i tre minuti di una canzone non le bastano più, dunque, va alla ricerca di soddisfazioni diverse. Partecipa a Un disco per l'estate con la canzone I mulini della mente, ma il brano si ferma alle semifinali.
La Ri-Fi si appresta a pubblicare tre album: Le giornate dell'amore, nuovo Lp di inediti, contenente il brano I colori di dicembre (tratto dalla colonna sonora del film A Venezia... un dicembre rosso shocking), scritta da Pino Donaggio; Eccezionale Iva, raccolta di canzoni già edite, e alla fine dell'anno Amare, non amare, un'altra raccolta.
Alla fine del 1973, incide insieme a Franco Simone, Fred Bongusto e Corrado Castellari un album natalizio dal titolo Dolce notte santa notte. Accetta la proposta dell'amico Walter Chiari, che la sceglie come partner per lo spettacolo Tra noi, in cui recita anche Tony Renis.

#### Testarda io

Iva Zanicchi canta Ciao cara come stai? al Festival di Sanremo 1974

Nel 1974 torna al Festival di Sanremo, presentando un brano dal titolo Ciao cara come stai?, scritta da Italo Ianne e da un emergente Cristiano Malgioglio e si aggiudica il suo terzo Festival, primato ancora oggi ineguagliato tra le donne. La canzone riscuote un buon successo di vendite, arrivando al numero 7 della hit-parade. Ma anche all'estero il successo è immediato: il brano, di cui Iva incide la versione spagnola, scala le classifiche in America Latina.
A settembre pubblica un altro dei suoi classici, Testarda io, adattato, sempre da Malgioglio, da un pezzo del cantautore brasiliano Roberto Carlos Braga. Luchino Visconti, colpito dall'interpretazione della cantante, inserisce il brano nella colonna sonora del suo film Gruppo di famiglia in un interno, cosa che ne amplifica il successo. La canzone, che riporta la cantante ai vertici dell'hit-parade, è inserita all'interno dell'album Io ti propongo.
Nello stesso periodo Federico Fellini propone alla cantante di interpretare il personaggio di Gradisca nel suo film Amarcord; ma in seguito fu lo stesso Fellini a ritirare la proposta in quanto il personaggio non si addiceva, a detta del regista riminese, "alla raffinatezza e all'eleganza della Zanicchi" (il ruolo venne poi affidato all'attrice francese Magali Noël).

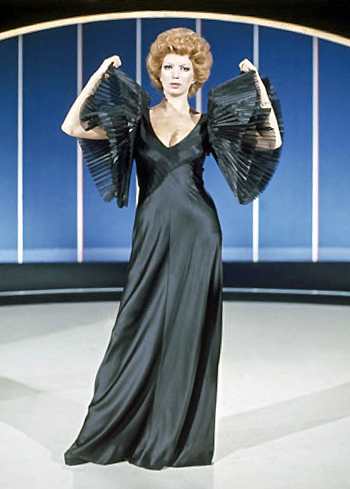
Iva Zanicchi a Totanbot (1975)

#### La regina diTotanbot
Nel gennaio 1975 Romolo Siena la riporta in TV nello spettacolo del sabato sera Totanbot (parola che in lingua emiliana significa "improvvisamente"). Nel corso delle puntate la cantante viene affiancata da quattro attori, Walter Chiari, Alighiero Noschese, Alberto Lupo e Johnny Dorelli, inoltre, può cantare, improvvisare con l'orchestra di Pino Calvi e recitare degli sketch. La sigla finale dello spettacolo è la canzone E la notte è qui, inclusa nell'album Io ti propongo, il quale, anche grazie alla promozione avuta nel corso delle puntate, entra nella classifica degli album più venduti.
Terminato l'impegno televisivo, pubblica uno degli album più importanti della sua carriera, Io sarò la tua idea, ispirato a componimenti del poeta spagnolo Federico García Lorca. Gli ideatori dell'intero progetto sono Camillo e Corrado Castellari. Il brano di punta è Io sarò la tua idea, un dialogo tra una donna e un uomo sull'amore come completamento tra due persone. L'album non riscuote il successo sperato.

#### Rinnovamento del repertorio: daConfessioniaPlayboy
Nel gennaio 1976 torna nuovamente in teatro. Nell'ambito del Maggio Musicale Fiorentino, infatti, è tra gli interpreti principali de I sette peccati capitali di K. Weill, balletto cantato su testo di Bertolt Brecht. Contemporaneamente decide di rinnovare il suo genere musicale, modificando gli arrangiamenti e chiamando autori come Umberto Balsamo e Cristiano Malgioglio a scrivere per lei i brani del suo nuovo album, Confessioni, dove spiccano Libera e inutile (Memo Remigi), Se e l'omonima Confessioni. Il titolo fa riferimento al tema centrale del disco, ossia l'intimità di donne che, in crisi nei loro rapporti di coppia, svelano i loro stati d'animo. Si esibisce alla TV tedesca nella trasmissione Liedercircus presentando Nonostante lei e Solo la musica. Da uno dei concerti tenuti in Bulgaria viene tratto l'album live The Golden Orpheus '76.
Intanto la Rete 1 (l'odierna Rai 1) le dedica uno special dal titolo Fra noi, che alterna canzoni e "dietro le quinte": Iva si lascia seguire dalle telecamere della Rai che la riprendono nella vita di tutti i giorni, in teatro o in sala di registrazione.
Poco tempo dopo partecipa come ospite alla diciottesima edizione dello Zecchino d'Oro in cui canta il brano Mamma tutto, versione in lingua italiana di una canzone francese in gara alla kermesse canora infantile in quell'anno, Maman Bonheur; poco dopo Giovan Battista Ansoldi, il patron della Ri-Fi, che distribuisce i dischi dello Zecchino, decide di far incidere la canzone ad Iva in un 45 giri, che, inaspettatamente, balza ai vertici delle classifiche. Alla fine dell'anno propone un'ulteriore tappa del viaggio attraverso i suoni e i temi della musica mediterranea: un album dedicato ai classici della canzone partenopea, Cara Napoli, in cui la cantante si avvale della collaborazione di Tullio De Piscopo.
Nel 1977 partecipa per la prima volta come ospite al Festival di Sanremo, dove presenta il suo nuovo singolo Arrivederci, padre, che racconta di una donna sposata che confessa al sacerdote di avere una relazione extraconiugale con un altro uomo.
L'evoluzione artistica in atto si concretizza, nel 1978, con due nuovi album: a marzo esce Con la voglia di te, che staziona per ben cinque mesi nella classifica dei cinquanta album più venduti. Tra gli autori dell'LP: Malgioglio, Shel Shapiro, Giuni Russo e Maria Antonietta Sisini (che scrivono il brano Selvaggio), Daiano, Roberto Soffici e altri. Nello stesso anno partecipa al Festival di Viña del Mar, kermesse musicale cilena.
L'album successivo è Playboy, che esce in dicembre, accompagnato da un servizio sull'omonimo mensile. Il disco è una sorta di concept-album dai testi audaci e passionali, la maggior parte dei quali scritti ancora una volta dal fidato Cristiano Malgioglio. Una ancor poco nota Rettore si distingue quale autrice del brano Quanto dura poco l'estate. Il 45 giri estratto comprende le canzoni Per te e Pronto 113: entrambi i brani, scritti da Malgioglio, vengono presentati da Zanicchi al Festival di Sanremo 1979, nuovamente in veste di ospite d'onore.
Nell'estate 1979 partecipa inoltre al varietà Una valigia tutta blu, condotto da Walter Chiari sulla Rete 1 della Rai, in cui Zanicchi si esibisce in vari momenti musicali e in cui canta la sigla finale La valigia. Nello stesso anno partecipa anche a un film argentino, il musical La carpa del amor che però non viene distribuito in Italia.

### Gli anni ottanta

#### Star internazionale: daA parte il fattoaNostalgias
Alla fine degli anni settanta il mercato discografico italiano vive un periodo di stagnazione che in poco tempo vede la chiusura di molte storiche etichette discografiche e la spartizione del mercato musicale italiano finisce in mano a poche grandi major. Si apre per la cantante un momento di incertezza professionale: anche la Ri-Fi infatti non riesce a sottrarsi a questo processo e nel 1979 cessa le attività. Dopo la fine del suo rapporto con la Ri-Fi, nel 1979 Zanicchi firma dunque un contratto con una nuova casa discografica, la Traccia, per la quale pubblica il suo nuovo 45 giri, A parte il fatto/Capirai, scritto da Malgioglio. Il brano, che fa da traino al suo nuovo album, D'Iva, viene presentato in numerose trasmissioni televisive del periodo, come I sogni nel cassetto, Tilt e Discoring.
È proprio con questo lavoro che decide di concentrarsi sul mercato latino (Spagna e Sudamerica), da anni ormai il suo secondo mercato discografico-musicale. Dopo il successo di Aparte del hecho (versione spagnola di A parte il fatto) in America Latina, infatti, anche l'album esce nella versione spagnola (distribuita dalla multinazionale Epic), ancor prima che in quella in italiano: D'Iva riscuote successo soprattutto in Argentina e in Cile. Compare anche nella televisione cilena nel programma Vamos a ver con una lunga intervista e con le canzoni A parte il fatto (anche nella versione spagnola Aparte del hecho), Es, La valija e Vivrò. 
Nel 1981 è pronto un nuovo disco per il mercato italiano intitolato semplicemente Iva Zanicchi, che la cantante presenta al Festival di Cannes. All'album, caratterizzato da sonorità disco music in voga in quegli anni, collaborano Beppe Cantarelli e Zucchero Fornaciari, autori di alcune delle canzoni contenute al suo interno, come E tu mai o Attimi di malinconia. Il singolo di lancio è Ardente, brano scritto da Malgioglio e Corrado Castellari. L'album viene promosso soprattutto nel mercato internazionale, dove riscuote grande successo.
Sempre nel 1981 incide dunque per un'altra multinazionale, la CBS, Nostalgias (Nostalgie), il suo terzo album in spagnolo, che la consacra nel mercato iberico e sudamericano. L'album vende circa 6 milioni di copie fra Spagna, Sudamerica e Stati Uniti (dove viene pubblicato nel 1983) e, ancor oggi, risulta essere l'unico album di un'italiana ad aver superato il milione di copie vendute in Argentina. In quello stesso anno Zanicchi è la prima cantante italiana ad attraversare tutta l'Unione Sovietica in tournée, con oltre 40 concerti. Viene definita temperamentnaja per la grinta e la passionalità, inoltre, perfino la Pravda (l'organo di stampa del PCUS) parla di lei, sottolineando il fatto che avesse una voce quasi tenorile.
I riconoscimenti internazionali la spingono dunque, nel 1982 a scegliere nuovamente la lingua spagnola, pubblicando il suo nuovo album in castigliano, Yo, por amarte (Io, per amarti), uscito sempre per la CBS. Il disco ripropone la stessa formula di Nostalgias: un'antologia di cover di brani italiani e sudamericani, ma alternati ad alcuni pezzi inediti, come per esempio Esta noche te quiero (Questa notte ti voglio), che riscuote un grande successo. Nello stesso anno torna al Festival di Viña del Mar, stavolta in veste di giurata.

#### Il ritorno al Festival di Sanremo
Nel 1983 si esibisce alla televisione tedesca riproponendo Ti lasci andare di Charles Aznavour; forte del successo internazionale e ansiosa di tornare alla ribalta anche sul mercato italiano, rinnova il suo look e decide di partecipare alla Mostra internazionale di musica leggera di Riva del Garda con la sua nuova canzone, Aria di luna, scritta da Maurizio Piccoli; la canzone parla di una donna decisa che invita il suo uomo a una notte infuocata. Il brano anticipa l'uscita del suo nuovo album, Quando arriverà (1984), prodotto da Roberto Dané, con il quale la cantante decide di collaborare per il suo rilancio in Italia, partecipando come concorrente al seguitissimo show musicale di Canale 5, Premiatissima, condotto da Johnny Dorelli e Amanda Lear. Tuttavia il loro sodalizio artistico non dà i frutti sperati. Durante la realizzazione dell'album sorgono numerosi contrasti: Danè pretende da Iva una nuova vocalità, per questo, la critica pesantemente, al punto che lei non riesce più a seguirlo. Nonostante queste difficoltà nel 1984, dieci anni dopo la sua ultima partecipazione, torna in gara al Festival di Sanremo presentando il secondo singolo estratto dall'album, Chi (Mi darà), scritto ancora una volta da Malgioglio e Umberto Balsamo.
Il brano raggiunge il nono posto, precedendo alcune canzoni che, tuttavia, resteranno più impresse nella memoria collettiva, da Non voglio mica la luna a Come si cambia rispettivamente delle emergenti Fiordaliso e Fiorella Mannoia. Chi (Mi darà) si affaccia timidamente in hit-parade, ma non riesce a trascinare adeguatamente l'album, inciso per l'etichetta discografica S.G.M.; Iva Zanicchi dichiarerà: "Ho avvicinato gente nuova, autori nuovi, ragazzi giovani. Mi è servito per intravedere cose nuove. E ho deciso di attualizzare la mia voce, rendendola più moderna."
Nello stesso periodo si esibisce alla TV spagnola durante la trasmissione Buenas Noches proponendo Aria di luna, Chi (mi darà) e Zingara.

#### La seconda partecipazione aPremiatissimae il successo televisivo

Iva Zanicchi con la figlia Michela nel 1987

Nell'autunno 1984 partecipa nuovamente allo show di Canale 5 Premiatissima, dove gareggia con altre sette colleghe, interpretando delle cover di celebri brani del passato, tra i quali una speciale versione di Va, pensiero, la celebre aria del Nabucco di Giuseppe Verdi, in cui mescola versi originali e immagini personali. Questa e gli altri brani vengono inclusi nell'album Iva 85, registrato in occasione del varietà televisivo, anch'esso distribuito dalla S.G.M..
Durante la registrazione di una delle puntate, poiché una cantante è assente, Dorelli chiede alle altre concorrenti se hanno qualcosa da raccontare per riempire lo spazio. Iva Zanicchi, credendo che quest'ultimo non andrà in onda, comincia a rievocare simpatici aneddoti della sua infanzia a Ligonchio. Gli autori notano subito in lei delle doti comunicative e decidono di non tagliare il pezzo, che viene, quindi, trasmesso. Poco dopo le viene offerta la conduzione di un programma quotidiano, che le permetta di portare nelle case la sua familiare simpatia. Iva dichiarerà:
"Non avevo mai pensato di potere condurre un programma ma avevo sempre creduto di potere intrattenere il pubblico. Solo me ne era mancata l'occasione. E la timidezza non mi aiutava… Era il momento della disco music, una forma in cui non riuscivo a esprimermi."
Nel 1985 si esibisce alla televisione spagnola presentando Ti amo di Umberto Tozzi, la sua versione del Va, pensiero e A chi di Fausto Leali, tutte canzoni tratte dall'ultimo album. In autunno, dieci anni dopo Totanbot, debutta come presentatrice: inizia a registrare le prime puntate di Facciamo un affare, gioco a premi di origine statunitense destinato ad andare in onda tutte le mattine dal lunedì al venerdì su Canale 5. Per la sigla del programma incide una canzone, Da domani senza te. Sul versante privato in quello stesso anno la sua relazione con Antonio Ansoldi si conclude: i due infatti si separano dopo diciotto anni di matrimonio.

Iva Zanicchi alla conduzione di Ok, il prezzo è giusto!, da lei presentato dal 1987 al 2000

Nel 1986 registra l'album Care colleghe per la Five Record (l'etichetta musicale del gruppo Fininvest). Durante la lavorazione incontra il produttore Fausto Pinna, che diventa il suo nuovo compagno di vita, ed è anche tra gli autori dell'unico brano inedito del disco, Canterò, un blues in cui rievoca la passione per la musica avuta fin da bambina (brano poi utilizzato come sigla di chiusura dell'edizione 1987 di Ok, il prezzo è giusto!). Eccetto questo brano, infatti, l'album è un'antologia in cui Iva reinterpreta alcuni grandi successi di famose cantanti italiane in chiave moderna. Nello stesso anno si esibisce nella trasmissione di TVE Entre amigos.

Frattanto, sulla scia del buon successo di Facciamo un affare, dal gennaio 1987 (la prima puntata va in onda il 7 alle ore 20:30 su Italia 1) le viene affidata la conduzione di un altro game-show, Ok, il prezzo è giusto!, in sostituzione di Gigi Sabani. Sotto la conduzione di Iva Zanicchi il programma prosegue il suo grande successo di pubblico, tanto che vi rimarrà fino al 30 giugno 2000, in quindici diverse edizioni (una per anno, più un'altra estiva nel 1989 e una speciale in prima serata nei primi mesi del 1992) per un totale di quasi 3 000 puntate, salvo una breve interruzione dal 10 maggio al 25 giugno 1999 in cui viene sostituita da Emanuela Folliero.

Iva Zanicchi con Umberto Bindi e Franco Simone alla fine degli anni ottanta

Non smette comunque di cantare: nel 1987, a dimostrazione del feeling con il suo pubblico spagnolo, si esibisce nel programma televisivo Sabado Noche presentando Nostalgias, La orilla blanca, la orilla negra e Sei bellissima di Loredana Bertè; nello stesso anno esce il singolo Volo, che anticipa l'album Nefertari (1988), prodotto dall'editor Osvaldo Miccichè e pubblicato con la Carosello. Il titolo emblematico allude alle sonorità mediterranee delle canzoni, scritte in gran parte da autori come Franco Bixio, Oscar Avogadro, Elio Aldrighetti, Depsa, Guzzetti, Corrado Castellari e Alberto Radius. Con questo album, Iva Zanicchi entra in classifica, e nel programma Superclassifica Show presenta il video del brano Kajal, canzone scartata alle selezioni per il Festival di Sanremo del 1989 e poi utilizzata come sigla di chiusura dell'edizione 1988-1989 di Ok, il prezzo è giusto!.
Nel 1989 compie una nuova tournée in Russia e, per la prima volta, tiene una serie di concerti in Turchia. Tornata in Italia partecipa con successo a due seguitissime gare canore di Canale 5. La prima è Una rotonda sul mare, dove gareggia con il suo primo grande successo, Come ti vorrei. Ripropone il pezzo in una nuova versione jazzata e arrochita, raggiungendo la finale, vista da oltre otto milioni di telespettatori. La seconda è C'era una volta il festival, una gara tra i più grandi successi dell'epoca d'oro di Sanremo. Gareggia con Zingara e si classifica quarta. Frattanto registra, con numerosi cantanti italiani e stranieri, il disco Per te, Armenia, i cui proventi vanno alle vittime del terribile terremoto che ha da poco colpito la regione asiatica.

### Gli anni novanta
Il 1990 si apre con l'edizione di maggior successo di Ok, il prezzo è giusto!. Inoltre partecipa anche alla seconda edizione di Una rotonda sul mare condotta da Mara Venier, in cui ripropone Testarda io e Vivrò, raggiungendo la semifinale. Contemporaneamente partecipa a un disco di Cristiano Malgioglio intitolato Amiche, duettando con lui nel brano La gelosia.

#### Come mi vorrei
Nel 1991 può realizzare un sogno che insegue da venticinque anni, incidere un album blues. Il titolo dell'album, Come mi vorrei, gioca sul richiamo al primo successo, Come ti vorrei, per sottolineare la voglia di riappropriarsi della propria origine; sotto la direzione di Sante Palumbo e Alberto Radius, interpreta importanti cover di classici internazionali, quali Pugni chiusi di Ricky Gianco, Lei, lei, lei (Chain of Fools) e Più di così ((You Make Me Feel Like) A Natural Woman) di Aretha Franklin, inoltre è presente anche Nella notte, una nuova cover di River Deep - Mountain High di Ike e Tina Turner, già incisa da Zanicchi molti anni prima con il titolo Le montagne (Ci amiamo troppo), con un testo completamente diverso. Non mancano, però, anche interessanti inediti, come La voce del blues di Avogadro-Palumbo e Dieta blues, pezzo autobiografico molto autoironico scritto da Bruno Lauzi. Un discorso a parte per il brano di punta, Forte più forte, versione italiana, curata da Franco Migliacci, di Woman in Love di Barbra Streisand. L'album, edito dalla Five Record, e promosso durante le puntate domenicali di Ok, il prezzo è giusto!, entra nelle classifiche settimanali di TV Sorrisi e Canzoni e chiude il cerchio a trent'anni esatti dagli esordi; a questa ricorrenza nel 1992 la Rai dedica un'intera puntata di Serata d'onore, il programma in diretta da Montecatini Terme che celebra le carriere di personaggi famosi.

#### La carriera televisiva
Per i successivi dieci anni, Iva Zanicchi decide di non incidere altri dischi e si concentra maggiormente sulla carriera di presentatrice.
Nel 1991 prende parte agli sceneggiati televisivi L'Odissea ed I tre moschettieri, diretti da Beppe Recchia, trasmessi entrambi da Canale 5 ed ispirati allo storico varietà Rai Biblioteca di Studio Uno, in cui famosi romanzi vengono riadattati in chiave comico-musicale. Nell'estate dello stesso anno conduce il programma Estate 5, che fu il primo programma televisivo di Canale 5 trasmesso in diretta.
Dal 1993 al 1995 è ospite fissa del varietà Buona Domenica, condotto all'epoca da Gabriella Carlucci e Gerry Scotti; vi tornerà, sempre in veste di ospite fissa, dal 1998 al 2000, nelle edizioni presentate invece da Maurizio Costanzo.
Nel 1995 torna in una gara canora, partecipando alla seconda edizione di Viva Napoli, programma ideato e condotto da Mike Bongiorno, dove famosi cantanti "si scontrano" eseguendo classici della tradizione partenopea, e vince con una rivisitazione di Tu ca' nun chiagne. Al termine della premiazione dedica la vittoria alla memoria di Mia Martini, scomparsa solo pochi giorni prima. Riceve i complimenti di Roberto Murolo e tante proposte di tournée, ma preferisce prendersi una pausa estiva per dedicarsi ai preparativi del matrimonio della figlia Michela. Nello stesso anno prende parte a La grande avventura, trasmissione-maratona trasmessa il 9 giugno, condotta da Lorella Cuccarini e Marco Columbro che celebrava i quindici anni di vita del gruppo Fininvest (poi ribattezzato Mediaset l'anno successivo), in cui ai due presentatori si alternarono i volti più amati del gruppo di quel periodo. In autunno, mentre si accinge a ripartire con una nuova edizione di Ok, il prezzo è giusto!, conduce su Rete 4 un nuovo show, in onda ogni mercoledì: si intitola Una sera ci incontrammo, un varietà in cui coppie famose rievocano la storia del loro amore.
Le viene dedicata l'ultima puntata dello show Storie di stelle condotto da Gerry Scotti sulla Televisione svizzera di lingua italiana: durante questo spettacolo ripercorre la sua carriera musicale cantando alcuni suoi successi.
Nel gennaio e febbraio del 1996 si presenta in gara, con la canzone Unchained melody dei The Righteous Brothers, alla manifestazione musicale, condotta da Mike Bongiorno, Ma l'amore sì, andata in onda su Canale 5.
Nella stagione televisiva 1996-1997 conduce il sabato pomeriggio su Rete 4 Iva Show, il suo primo talk show, dedicato a storie della gente comune e ispirato alla popolare trasmissione televisiva statunitense di Oprah Winfrey. Il programma viene riproposto anche nella stagione successiva. Nel dicembre 1996 presenta su Rete 4 il varietà di prima serata Musica maestro, un programma dove delle orchestre di liscio si sfidano tra loro; il numero zero riscuote successo e nell'estate 1997, il programma viene riproposto con il titolo Ballo, amore e fantasia sempre con Iva Zanicchi alla conduzione affiancata da Gigi Sabani.
Nel 1997 torna a Viva Napoli, diventato nel frattempo una gara a squadre, dove interpreta Canzone appassiunata e Na sera 'e maggio. Nell'autunno dello stesso anno conduce un nuovo programma in prima serata su Rete 4, 100 milioni + IVA, un quiz a tema musicale nel quale ha modo di cantare i suoi successi e alcuni classici come Unchained melody, Munasterio 'e Santa Chiara, Non dimenticar, Hymne à l’amour e The man I love e di duettare con colleghi come Rita Pavone, Loredana Bertè e Riccardo Fogli.
Nel 1998 è protagonista del falso televisivo Indagine sulla canzone truccata, trasmesso il 25 febbraio in prima serata su Canale 5 in contrapposizione con la prima serata del Festival di Sanremo di quell'anno, condotto da Raimondo Vianello.
Nell'estate del 1999, assieme a Mario Lavezzi, Mario Luzzatto Fegiz, Giampiero Mughini e Federica Panicucci è tra i giurati del programma Momenti di gloria condotto da Mike Bongiorno ed Ellen Hidding su Canale 5, in cui persone comuni si esibiscono imitando famosi cantanti; verrà poi riconfermata con lo stesso ruolo anche l'anno successivo.
Nell'autunno del 1999 riprende per l'ultima volta il timone del suo programma televisivo di maggior successo, Ok, il prezzo è giusto!.

### Anni 2000

#### Il ritorno alla musica
L'abbandono di Ok, il prezzo è giusto! coincide con la sua partecipazione allo speciale dedicato da Rai 1 al cinquantesimo anniversario del Festival di Sanremo: Sanremo si nasce, condotto da Carlo Conti. Poco tempo dopo, la Rai la chiama per affiancare proprio Carlo Conti nella conduzione della stagione 2000-2001 di Domenica in. Durante il programma presenta il nuovo singolo, Ho bisogno di te, di cui registra anche la versione spagnola e quella strumentale. Il brano è un'estemporanea incursione nella musica dance e segna anche l'inizio della collaborazione con la Sugar Music, la casa discografica di Caterina Caselli. Nello stesso anno incide Ti dovresti vedere dopo, con Franco Simone; la canzone compare in La città del sole - Eliopolis. Sempre nel 2001 torna al Festival di Sanremo, condotto da Raffaella Carrà, come membro della giuria di qualità.
Nella stagione successiva torna a Mediaset dove è protagonista il 12 giugno del 2001 di una puntata del reality show di Italia 1 Cari amici miei, assieme a Maria De Filippi, Luciana Littizzetto, Simona Ventura e Manuela Arcuri, in cui le cinque donne vengono riprese dalle telecamere durante una cena tra loro; a settembre inizia a condurre nella fascia preserale di Rete 4, Sembra ieri, un talk show nel quale personaggi famosi rievocano la propria carriera. Nella primavera del 2002 conduce in prima serata Testarda io, uno show dove rievoca insieme ad alcune colleghe la propria carriera musicale. Sulla scia del successo di Testarda io, in autunno bissa con Io tra di voi, che propone, in ogni puntata, uno "scontro" simbolico tra due mostri sacri della musica, i cui successi vengono riproposti da cantanti emergenti e anche questa volta registra buoni ascolti. Conduce l'edizione del Festival di Napoli del 2002.

#### Sanremo 2003
Nel 2003 torna in gara al Festival di Sanremo, diciannove anni dopo la sua ultima partecipazione. Presenta Fossi un tango, scritta da Loriana Lana e Aldo Donati. La canzone finisce all'ultimo posto in classifica. Subito dopo il festival pubblica il suo nuovo album dal titolo omonimo Fossi un tango che propone alcuni dei più celebri tanghi internazionali, da Caminito a Bésame mucho, arricchendosi anche di tre nuovi componimenti inediti, Musica argentina, Forse era passione e Messaggera d'amore; nell'album è presente anche il brano Kriminal Tango, uno spiritoso duetto eseguito con Teo Teocoli. Tra le firme spiccano gli Avion Travel, accanto alle partecipazioni del premio Oscar per la musica Luis Bacalov e del fisarmonicista francese Richard Galliano.
Nel febbraio del 2004 tiene tre concerti a Montevideo, Buenos Aires e Santiago del Cile nell'ambito del tour En vivo. In primavera è opinionista alla prima edizione del reality show La fattoria in onda su Italia 1 e condotto da Daria Bignardi. Nel 2005 conduce su Canale 5 dall'8 gennaio al 27 febbraio nella fascia del mezzogiorno del sabato e della domenica per 16 puntate Il Piattoforte; il programma, di carattere culinario, è la risposta Mediaset a La prova del cuoco di Rai 1. Successivamente Zanicchi è prima opinionista al Festival di Sanremo, condotto da Paolo Bonolis ed Antonella Clerici, poi, dall'11 marzo, partecipa come concorrente alla seconda edizione del reality show Music Farm, condotto da Simona Ventura su Rai 2 ed arriva fino alla semifinale. Durante la trasmissione si cimenta in varie interpretazioni; oltre alla sua Zingara, canta Guarda che luna, Buonasera signorina, Se stasera sono qui, ...E dimmi che non vuoi morire, Montagne verdi, Una ragione di più, E penso a te (duettando con Dolcenera), Come ti vorrei. Zanicchi sarà poi opinionista dell'edizione successiva dello stesso reality, in onda sempre su Rai 2 nella primavera del 2006, sempre con la conduzione di Simona Ventura.
Nel marzo del 2005 viene pubblicato un doppio CD dal titolo 40 anni di successi: il primo contiene una raccolta delle canzoni più famose e più significative della carriera di Zanicchi, il secondo l'intero album Fossi un tango. In estate tiene una serie di spettacoli con il tour Fra noi e un concerto a Nova Gorica in Slovenia; in settembre partecipa alla manifestazione Napoli... prima e dopo con una versione di Munasterio e Santa Chiara. Durante la manifestazione televisiva Una voce per Padre Pio, interpreta di nuovo Munasterio 'e santa Chiara, stavolta duettando con Cecilia Gasdia. Il 4 dicembre 2005 va in onda su Canale 5 la prima delle quattro puntate della fiction Caterina e le sue figlie, dove Zanicchi interpreta il personaggio di Liliana, migliore amica della protagonista Caterina, interpretata da Virna Lisi, a cui seguiranno altre due stagioni nel 2007 e nel 2010. Il 2 luglio 2006 presenta insieme a Paolo Manila la 5ª edizione del Milano Gospel Festival, in onda su Telepace.
Il 29 ottobre 2006 entra nel cast della Buona Domenica, condotta da Paola Perego, dove si cimenta in alcuni momenti musicali. Durante uno degli spazi a lei dedicato in ogni puntata, Zanicchi presenta una nuova versione de Il mio bambino, canzone di Lucio Battisti che aveva già inciso nel 1972. Zanicchi viene poi riconfermata nel cast di Buona domenica anche nella successiva edizione 2007/2008 (l'ultima del contenitore Mediaset) condotta sempre da Paola Perego. Nel novembre 2007 si esibisce in Slovenia, a Nova Gorica. Nel 2007 vede anche la luce una biografia molto dettagliata di Zanicchi a cura di Andrea Paltrinieri dal titolo Testarda io. Nell'estate del 2008 partecipa alla manifestazione canora Napoli prima e dopo, proponendo una interpretazione del classico Dicitencello vuje e alla manifestazione itinerante Festival Show, mentre continua i suoi concerti estivi.

#### La polemica a Sanremo 2009

Iva Zanicchi al Festival di Sanremo 2009

Nel 2009 è ancora in gara al Festival di Sanremo, con il brano Ti voglio senza amore, scritto da Franco Fasano e Fabrizio Berlincioni ma, nella prima serata, viene eliminata dalla competizione. Iva Zanicchi disse di essere stata fortemente penalizzata dal precedente intervento di Roberto Benigni, durante il quale il comico toscano, ospite del Festival, aveva insistentemente bersagliato il testo del brano, mortificandone l'aspetto drammatico e in tale occasione dichiarò: "Ha detto cose infamanti su di me e su Berlusconi. (...) Io sono stata trattata in un modo indecente, indecoroso, dal signor Benigni. Ha detto delle mostruosità." Ti voglio senza amore è stato inserito nell'album Colori d'amore, certificato poi Disco d'oro. Durante la finale nazionale del Festival degli Interpreti 2009 a Loano Zanicchi riceve il premio “45 anni di successi – da Come ti vorrei a Ti voglio senza amore 1964-2009”. In questa occasione accompagnata da Franco Fasano interpreta il brano presentato all’ultimo Festival di Sanremo. Tiene infine un concerto a Nova Gorica (Slovenia). Pur non partecipando, è tra le 102 artiste italiane che hanno aderito all'evento Amiche per l'Abruzzo, promosso da Laura Pausini e svoltosi presso lo stadio San Siro di Milano il 21 giugno a favore delle popolazioni terremotate dell'Abruzzo. Nel 2009 la canzone Zingara è parte della colonna sonora del film Il compleanno, diretto da Marco Filiberti.

### Anni 2010
Nel 2010 interpreta, su musica di Loriana Lana, la lirica di Giuseppe Ungaretti La madre contenuta nella raccolta del poeta Sentimento del tempo. La canzone fa parte dell'album Musica & parole. 10 in poesia destinato a favorire la lettura della poesia italiana nelle scuole. La raccolta, che contiene dieci liriche italiane messe in musica e cantate anche da altri importanti interpreti, è stata pubblicata con il patrocinio del Ministero dell'Istruzione, dell'Università e della Ricerca, del Ministero degli Affari Esteri, di Rai Internazionale, dell'I.P.S.I.A. Umberto Pomilio di Chieti e dell'Università Ca' Foscari di Venezia. In aprile tiene due concerti in Canada con i Pooh e uno a Nova Gorica, in Slovenia. In estate partecipa di nuovo al Festival Show.

Iva Zanicchi durante il recital musicale Una vita da zingara del 2018

Nel 2011 partecipa all'album di Paolo di Sabatino Voices con la canzone Milango che ricorda nel testo e nelle sonorità argentine l'album Fossi un tango. Nello stesso anno partecipa, in qualità di parlamentare europea, con una versione live di Come ti vorrei , all'album di artisti vari L'Europa per un sorriso. Artisti italiani per la tutela dei minori, prodotto sotto il patrocinio del Parlamento di Strasburgo e i cui proventi sono destinati a Telefono azzurro.
Nel 2012 incide la canzone Cuore profumato inclusa all'interno dell'album di artisti vari Capo Verde terra d'amore vol.3, antologia dedicata a Cesária Évora, la cantante capoverdiana morta nel 2011. In marzo tiene un concerto benefico al Thèâtre Saint-Michel di Bruxelles.
Nel marzo 2013 Zanicchi, ospite a Domenica in... Così è la vita, condotta da Lorella Cuccarini, presenta una sua versione della canzone Mille lire al mese, inserita nell'album In cerca di te uscito il 19 novembre dello stesso anno e che entra nella classifica FIMI. In settembre si esibisce a Toronto con Gigliola Cinquetti.
Nel 2015 partecipa alla manifestazione musicale Napoli, prima e dopo interpretando la canzone Munasterio 'e Santa Chiara. Zanicchi nello stesso anno torna a calcare il palcoscenico teatrale, prendendo parte alla commedia Tre donne in cerca di guai, interpretata accanto a Barbara Bouchet e Corinne Cléry, con la regia di Nicasio Anzelmo. Lo spettacolo viene replicato anche per le due successive stagioni teatrali.
Nel 2016 Zanicchi incide Padre nostro - Nostro padre, una riscrittura della preghiera cristiana; il brano inedito (musica Tony Labriola – testo Stefano Govoni/Tony Labriola/Iva Zanicchi) è contenuto nell'album Padre nostro.

Iva Zanicchi in occasione del lancio del Musical "Men in Italy" del 2019

Nel giugno del 2017 tiene un recital a Buenos Aires e in autunno, archiviata la tournée teatrale con Corinne Cléry e Barbara Bouchet, porta in scena una nuova commedia, a fianco di Marisa Laurito, intitolata Due donne in fuga, sempre per la regia di Nicasio Anzelmo. Nel dicembre dello stesso anno è giurata di 60 Zecchini, varietà-talent di Rai 1 condotto da Carlo Conti che celebra i 60 anni della celebre manifestazione canora infantile Zecchino d'oro.
Nei primi mesi del 2018 è giurata di un altro talent di Rai 1: Sanremo Young, condotto da Antonella Clerici; dal 1º novembre porta in giro nei teatri italiani lo spettacolo Una vita da zingara che ripercorre la sua vita e la sua carriera con la formula del teatro canzone, con première a Città di Castello. Contemporaneamente compare su Rai 2 nel terzo episodio della serie TV L'ispettore Coliandro 7 nel ruolo di una crudele boss della malavita. In dicembre tiene un concerto al Roof Garden del Casinò di Sanremo e aderisce al progetto benefico Heartista, ideato da Marco Milano, comparendo, con altri colleghi, nel video della canzone Verrò da te. Dal 31 dicembre al 20 gennaio 2019 è infine impegnata nello spettacolo Men in Italy - The Musical Fashion Show, un musical per la regia di Alfonso Lambo, durante il quale interpreta, tra le altre canzoni, Come ti vorrei e La vie en rose.
Il 4 febbraio 2019 nell'ambito del Gran Gala del Festival e della Stampa a Sanremo, riceve il premio Dietro le quinte 2019. Il 7 febbraio compare, impersonando se stessa, nel video promozionale della seconda stagione della serie Suburra, trasmessa da Netflix. Il 4 marzo si esibisce al gala del Keren Hayesod presentando, oltre a successi, come Zingara, anche canzoni ebraiche, da Hava Nagila a Evenu Shalom Aleichem, tratte dall'album Shalom. In aprile inaugura presso lo Spazio Gerra a Reggio Emilia la mostra ... Confessioni. Canzoni vissute, dedicata alle cantanti italiane degli anni settanta. In primavera prende parte come opinionista, assieme a Cristiano Malgioglio, alla sedicesima edizione del reality show Grande Fratello, condotto da Barbara D'Urso su Canale 5, e nello stesso periodo riveste il ruolo di giurata in due puntate (la prima e la penultima) del nuovo talent show musicale All Together Now, condotto da Michelle Hunziker ed il rapper J-Ax sulla stessa rete. Dopo una serie di concerti estivi, in ottobre ritorna nei teatri con uno spettacolo musicale dal titolo Sono nata di luna buona; il 22 ottobre viene pubblicato il suo terzo libro, l'autobiografia Nata di luna buona. A dicembre è di nuovo nel cast della seconda edizione di All Together Now.
Il 20 dicembre 2019 esce il film W gli sposi, in cui è protagonista. Nella pellicola, diretta da Valerio Zanoli, compaiono anche Carlo Pistarino, Marisa Laurito, Giulio Berruti, Corinne Cléry, Paolo Villaggio, Lando Buzzanca e Gianfranco D'Angelo (questi ultimi tre alla loro ultima apparizione cinematografica).

### Anni 2020
Nel gennaio 2020, in occasione degli ottant'anni dell'artista, viene pubblicato un doppio CD dal titolo Le mie canzoni più belle: il primo ripropone l'album In cerca di te, mentre il secondo contiene i suoi successi storici reincisi. In radio viene presentato poi un nuovo singolo dal titolo Sangue nero, un fado con il testo di Cristiano Malgioglio e arrangiato da Diego Calvetti. Il 1º febbraio canta Zingara a Palazzo Madama, a Roma, nell'ambito del secondo appuntamento di Senato&Cultura 2020, dedicato al settantennale del Festival di Sanremo. L'evento, presentato da Lorella Cuccarini, viene trasmesso in diretta su Rai 2.
Durante il mese di novembre viene ricoverata per nove giorni presso l'ospedale di Vimercate per una polmonite bilaterale, dopo essere risultata positiva al COVID-19. Proprio per il coronavirus, il 25 novembre 2020 perde il fratello Antonio.
A partire dal marzo del 2021 è opinionista, assieme ad Elettra Lamborghini e Tommaso Zorzi, della quindicesima edizione del reality show L'isola dei famosi, condotto da Ilary Blasi su Canale 5. Il 23 aprile pubblica il nuovo singolo Amore mio malgrado, che anticipa il nuovo album in preparazione. A maggio dello stesso anno è opinionista assieme a Mara Maionchi nel programma Venus Club, condotto da Lorella Boccia su Italia 1.
Il 3 novembre viene diffuso un altro singolo, Lacrime e buio, che anticipa l'album di prossima pubblicazione. Il 4 e l'11 novembre conduce su Canale 5 lo spettacolo in due serate D'Iva, un one-woman show, il cui titolo richiama quello dell'omonimo album pubblicato nel 1980, e in cui ripercorre la sua carriera.
Il 21 dicembre è co-conduttrice dell'ultima puntata de Le iene, durante la quale tiene un monologo in cui ripercorre le difficoltà incontrate all'inizio della sua carriera.
Dal 2 al 5 febbraio 2022 partecipa alla settantaduesima edizione del Festival di Sanremo, presentando la canzone Voglio amarti, che si posiziona al diciottesimo posto della classifica generale. Nella serata dedicata alle cover interpreta Canzone, dedicandola alla memoria di Milva.
L'11 febbraio viene pubblicato il nuovo album Gargana, seguito il 18 febbraio dalla raccolta Iva Zanicchi canta Cristiano Malgioglio, con molti brani mai editati prima su CD e una versione remix inedita del brano Ardente realizzata da Cristiano Malgioglio. Il 20 maggio viene pubblicato il duetto con Cristiano Malgioglio Moliendo cafè, pezzo che compare nell’album Malo del cantautore e che era stato già presentato durante lo spettacolo D'Iva nel novembre 2021.
Il 31 maggio viene pubblicato il nuovo romanzo Un altro giorno verrà.
Dall'8 ottobre 2022 partecipa come concorrente alla diciassettesima edizione del talent di Rai 1 Ballando con le stelle, condotto da Milly Carlucci, in coppia con il ballerino Samuel Peron, arrivando fino alla finale, classificandosi al quarto posto.
Dal 18 marzo 2023 è uno dei componenti della giuria della quarta edizione de Il cantante mascherato, condotto da Milly Carlucci su Rai 1, affiancata nello stesso ruolo da Christian De Sica, Flavio Insinna, Serena Bortone e Francesco Facchinetti.
Il 18 maggio si esibisce all'Arena di Verona nello spettacolo 4 volte 20, dedicato agli ottant'anni di Al Bano. Il 5 giugno tiene un concerto a Valona, in Albania, nell'ambito dei festeggiamenti dedicati alla Festa della Repubblica organizzati dal Consolato Generale d'Italia. L'11 giugno riceve il premio "Gianni Ravera" alla carriera.
Dal 22 novembre al 27 dicembre 2023 è una delle coach del talent show Io canto Generation, condotto da Gerry Scotti su Canale 5.
Incide una nuova versione di Zingara in spagnolo, con il gruppo cileno dei Natalino per il loro album Natalianissimo. La campionatura del ritornello di Dimmelo pubblicata nell'album Colori d'amore, del 2009 viene inserita nella canzone Nel drink di J-Ax (feat. Guè) e compare nell'album degli Articolo 31 Protomaranza. È tra i protagonisti del film Il circo delle meraviglie di Marco Chiavalin distribuito nelle sale cinematografiche dal 18 maggio 2024. 
Dal 20 maggio 2024 al 12 giugno 2024 è una dei coach del talent show Io canto Family, condotto da Michelle Hunziker su Canale 5. Dal 9 ottobre al 13 novembre è di nuovo nel cast di Io canto Generation, condotto da Gerry Scotti su Canale 5, stavolta in qualità di giudice. Dal 10 gennaio 2025 è giudice di Io canto Senior, condotto sempre da Gerry Scotti su Canale 5.
Il 13 febbraio del 2025, durante la terza serata del Festival di Sanremo viene insignita del premio alla carriera Città di Sanremo e si esibisce in un medley dei tre brani con cui si è aggiudicata le sue vittorie al festival: Non pensare a me, Zingara e Ciao cara come stai?.
Il 2 maggio viene pubblicato il singolo Dolce far niente, che coniuga la melodia tradizionale al sound afro-house dei dj A-Clark & VINNY. Con questo pezzo il 10 giugno si esibisce a Piazza del Popolo a Roma nell'ambito del Tim Summer Hits 2025. Il 20 giugno tiene con Al Bano un concerto a San Pietroburgo in Russia, nell'ambito dell' International Economic Forum proponendo le seguenti canzoni: Zingara, L'italiano di Toto Cutugno, Le montagne (Ci amiamo troppo), Ciao, cara come stai?, La riva bianca, la riva nera e Ci sarà (in duetto con Al Bano).

## Vita privata
Iva Zanicchi è stata sposata dal 1967 al 1985 con Antonio Ansoldi (1934-2020), da cui ha avuto una figlia, Michela (1967), che le ha dato due nipoti.
Dal 1985 e fino alla morte di lui, è stata legata al produttore musicale Fausto Pinna (1950-2024). Si professa cattolica.

## Carriera politica

### Eurodeputata di Forza Italia (2008-2009)
Alle elezioni europee del 1999 Iva Zanicchi è candidata con Forza Italia, ma non riesce a ottenere le preferenze necessarie per entrare nell'europarlamento. Alle successive elezioni europee del 2004 si candida di nuovo con Forza Italia e sembra essere eletta, ma la sua elezione non viene confermata dal riconteggio delle schede e si attesta semplicemente come prima dei non eletti.
Nel maggio 2008 si insedia al Parlamento europeo subentrando a Mario Mantovani, che ha optato per il seggio al Senato conquistato nelle elezioni politiche di aprile. In otto mesi a Strasburgo partecipa a 20 sedute su 43 plenarie (il 47%) e fa un solo intervento in aula; Zanicchi ha giustificato le assenze in base agli impegni contrattuali presi precedentemente per la registrazione della terza stagione della fiction Caterina e le sue figlie. Conclude la legislatura nel maggio 2009 con circa il 64% delle presenze.

### Eurodeputata del Popolo della Libertà (2009-2014)
Alle elezioni europee del 2009 viene rieletta parlamentare al Parlamento europeo per Il Popolo della Libertà, aderendo al Partito Popolare Europeo. Nel corso della legislatura viene eletta vicepresidente della Commissione Sviluppo del Parlamento Europeo. In seguito alla sua rielezione al parlamento europeo ha iniziato a tenere (fino al 2011) una breve rubrica settimanale su QN Quotidiano Nazionale intitolata W Iva l'Europa, in cui rispondeva a domande di varia natura inerenti al suo ruolo di europarlamentare. Zanicchi è stata presente a quasi tutte le sedute dell'europarlamento, tanto da arrivare a essere una degli europarlamentari italiani più presenti in tutta la legislatura (con oltre il 97% di presenze in aula).
Nel novembre 2009 si è opposta alle proposte di nuovi metodi per il pagamento dei diritti d'autore sui contenuti internet, sostenendo che "La maggioranza dei giovani europei non è disposta a pagare per consumare i contenuti in rete, mentre solo il 52% di essi dichiara di fruire di prodotti musicali attraverso l'acquisto di cd originali". Nel settembre 2010 ha votato a favore della revisione della direttiva europea sugli animali usati per la sperimentazione scientifica, voto che è stato contestato da parte dell'opinione pubblica e per motivare il quale Zanicchi ha affermato: "Mi sono fidata dei miei assistenti... Non posso mica seguire i lavori di tutte le commissioni!".
Proprio nella veste di europarlamentare del PdL, Zanicchi è stata invitata come ospite alla trasmissione L'infedele di Gad Lerner andata in onda su LA7 con una puntata fortemente critica nei confronti di Silvio Berlusconi il 24 gennaio 2011. Berlusconi, intervenuto telefonicamente in diretta per controbattere, ha invitato Zanicchi a lasciare lo studio, ma l'europarlamentare è rimasta al suo posto fino alla fine del programma.

### Elezioni europee del 2014
Nel 2014, contrariamente a quanto dichiarato in precedenza, Zanicchi decise di ricandidarsi con la rinata Forza Italia alle elezioni europee.
Nonostante le 30 454 preferenze, 10 000 in più di quelle ottenute alle medesime elezioni nel 2009, nella circoscrizione Italia nord-occidentale (che raccoglie i collegi di Piemonte, Lombardia, Liguria e Valle d'Aosta) risulta, come già successo nel 2004, la prima dei non eletti di Forza Italia e così annuncia che avrebbe lasciato la politica.
In occasione delle primarie del PD del 2017 ha pubblicamente dichiarato il suo appoggio ad Andrea Orlando.

## Editoria
Nel 2001 pubblica il libro autobiografico Polenta di castagne, dove racconta in chiave ironica la storia della sua famiglia con cui vince nello stesso anno il Premio Nazionale Alghero Donna di Letteratura e Giornalismo per la sezione narrativa.

Il 6 settembre 2005 esce I prati di Sara, il suo secondo libro: un romanzo che narra la storia di due amiche.

Il 22 ottobre 2019 pubblica, con la collaborazione di Paolo Fontanesi, l’autobiografia Nata di luna buona, il cui titolo ricorda il commento con cui fu accolta dal bisnonno Lorenzo al momento della nascita: «È nata di giovedì e di luna buona!».
Il 31 maggio 2022 pubblica il nuovo romanzo Un altro giorno verrà, una saga familiare che parte dall'Appennino tosco-emiliano e giunge fino a New York.
- Polenta di castagne, Milano, Mondadori, 2001. ISBN 88-04-49026-8.
- I prati di Sara, Milano, Mondadori, 2005. ISBN 88-04-53591-1.
- Prefazione a Massimo Zanicchi, Pittori piuttosto pittoreschi, Bologna, Giraldi, 2007. ISBN 978-88-6155-085-8.
- Nata di luna buona, Milano, Rizzoli, 2019. ISBN 978-88-17-14293-9.
- Prefazione a M. Lagotto - F. Girelli, Domani arriverà. Oltre il confine del virus, Enna, Bonfirraro, 2021. ISBN 9788862722551.
- Un altro giorno verrà, Milano, Rizzoli, 2022. ISBN 978-88-17-16301-9.

## Primati
- È la donna che, nella storia della canzone italiana, ha vinto più edizioni del Festival di Sanremo, tre volte (1967, 1969, 1974).
- È stata la prima cantante italiana ad avere tenuto un concerto al Madison Square Garden di New York, più nello specifico nel 1973 con Gianni Morandi.
- È stata la prima cantante italiana ad attraversare l'Unione Sovietica in tour nel 1981.
- È stata la prima cantante italiana ad avere tenuto un concerto di musica leggera al Teatro Regio di Parma, tempio della lirica, nel 1973.
- È l'unica cantante italiana ad avere superato il milione di copie vendute in Argentina grazie all'album Nostalgias nel 1981.

## Partecipazioni a manifestazioni canore

### Festival di Sanremo

Iva Zanicchi sul palco del Festival di Sanremo nel 1968

- 1965 - I tuoi anni più belli (Mogol - Gaspari - Polito), in coppia con Gene Pitney (NF)
- 1966 - La notte dell'addio (Diverio - Alberto Testa), in coppia con Vic Dana (13ª classificata)
- 1967 - Non pensare a me (Alberto Testa - Eros Sciorilli), in coppia con Claudio Villa (1ª classificata)
- 1968 - Per vivere (Nisa - Umberto Bindi), in coppia con Udo Jürgens (NF)
- 1969 - Zingara (Luigi Albertelli - Enrico Riccardi), in coppia con Bobby Solo (1ª classificata)
- 1970 - L'arca di Noè (Sergio Endrigo), in coppia con Sergio Endrigo (3ª classificata)
- 1974 - Ciao cara come stai? (Dinaro - Claudio Daiano - Italo Janne - Cristiano Malgioglio) (1ª classificata)
- 1984 - Chi (mi darà) (Umberto Balsamo - Cristiano Malgioglio) (9ª classificata)
- 2003 - Fossi un tango (Loriana Lana - Aldo Donati) (20ª classificata)
- 2009 - Ti voglio senza amore (Gianfranco Fasano - Fabrizio Berlincioni) (eliminata)
- 2022 - Voglio amarti (Italo Janne - Vito Mercurio - Celso Valli - Emilio Di Stefano) (18ª classificata)

### Festival di Sanremo, partecipazioni esterne
- 1977 - Ospite d'onore con Arrivederci, padre (Gino Mescoli - Gianni Belfiore)
- 1979 - Ospite d'onore con Per te (P. Felisatti - C. Malgioglio) e Pronto 113 (C. Castellari - C. Malgioglio)
- 2001 - Giuria di qualità
- 2005 - Opinionista
- 2025 - Premio alla carriera

### Un disco per l'estate
- 1965 - Accarezzami amore (Vito Pallavicini - Bargoni) (eliminata al primo turno)
- 1966 - Fra noi (è finita così) (Amadesi - Albula) (6ª classificata)
- 1967 - Quel momento (Mogol - Gene Colonnello) (eliminata al primo turno)
- 1968 - Amore amor (Paolo Ferrara) (eliminata nelle semifinali)
- 1971 - La riva bianca, la riva nera (Testa - Sciorilli) (3ª classificata)
- 1972 - Nonostante lei (Mogol - Alberto Testa - Tony Renis) (9ª classificata)
- 1973 - I mulini della mente (Daiano - Ronzullo) (si ritira nelle semifinali)
- 1976 - I discorsi tuoi (T. Negri - Umberto Balsamo)
- 1978 - Con la voglia di te (R. Orbinson - J. Melson - A. Testa)
- 1984 - Quando arriverà (C. Zagaglia - T. Monn)

### Festival di Napoli
- 1966 - Ma pecché (Fiore - Vian), in coppia con Luciano Tomei (8ª classificata)
- 1966 - Tu saje 'a verità (Diverio - Testa), in coppia con Michele Iuliano (eliminata)

### Festivalbar
- 1971 - La riva bianca, la riva nera (Sciorilli - Testa) (2ª classificata)
- 1973 - Le giornate dell'amore (Camillo Castellari e Corrado Castellari)
- 1975 - Io sarò la tua idea (Camillo Castellari e Corrado Castellari)
- 1978 - Con la voglia di te (R. Orbinson - J. Melson - A. Testa)
- 1984 - Quando arriverà (C. Zavaglia - T. Monn)

### Mostra internazionale di musica leggera
- 1966 - Fra noi (è finita così) (Albula - Arrigo Amadesi) / Iva (Giordano Bruno Martelli - Augusto Martelli - Alberto Testa)
- 1967 - Le montagne (Ci amiamo troppo) (Cassia - Spector - Barry Greenwich) / Quel momento (Mogol - Gene Colonnello)
- 1968 - La felicità
- 1969 - Che vuoi che sia (U. Jürgens - F. Migliacci)
- 1972 - Alla mia gente (Camillo e Corrado Castellari)
- 1973 - Le giornate dell'amore (Camillo e Corrado Castellari), Chi mi manca è lui (Albertelli - R. Soffici - M. Guantini)
- 1974 - Testarda io (Cristiano Malgioglio - Roberto Carlos), Io ti propongo (Cristiano Malgioglio - Roberto Carlos)

### Canzonissima
- 1965 - Ma l'amore no (Michele Galdieri - Giovanni D'Anzi)
- 1966 - Fra noi (è finita così) (Amadesi - Albula), Monete d'oro (Luciano Beretta - Francesio)
- 1967 - Dolcemente (Love me tender) (Vera Matson, Mario Panzeri, Elvis Preseley) - a causa di un'indisposizione, non prende parte alla trasmissione e sarà sostituita da Johnny Dorelli
- 1968 - Come ti vorrei - (Specchia - Russel)
- 1969 - Vivrò (My prayer) (Bertini - Boulanger)
- 1970 - Un uomo senza tempo (P. Jose - E. Lombardi), Un fiume amaro (C. Dimitri - S. Tumminelli - M. Theodorakis), Una storia di mezzanotte (Di Bari - Mogol)
- 1971 - E io tra di voi (Sergio Bardotti - Charles Aznavour), Exodus (Mimma Gaspari - Enest Gold), Coraggio e paura (Camillo e Corrado Castellari)
- 1972 - Un uomo senza tempo (Ettore Lombardi - Piero Jose), La mia sera (Paolo Limiti - Ezio Leoni), Mi ha stregato il viso tuo (Luigi Albertelli - Roberto Soffici)

### Eurovision Song Contest
- 1969 - Due grosse lacrime bianche (Daiano - Soffici - Fontana) (13ª classificata)

### Cantagiro
- 1969 - Un bacio sulla fronte (Valter Camurri - Claudio Daiano) (si ritira nella tappa di Civitanova Marche)

### Contro cantagiro/Celentanotto
- 1969 - Un bacio sulla fronte (Valter Camurri - Claudio Daiano)

### Festival de la Canción Mediterránea (Spagna)[79]
- 1965 - Passerò questa notte (Testoni - Fabor) in coppia con Fred Bongusto (9ª classificata), Quando cresce l’amore (Francesco Califano - C. A. Rossi) in coppia con Gianni La Commare

## Stile musicale
La vocalità di Iva Zanicchi si distingue, secondo un distributore, per "acuti imperiosi graffiati da un tellurico vibrato". In un periodo di grandi cambiamenti e di rivoluzione musicale quali erano i primi anni sessanta, la cantante decide di proporsi al pubblico italiano in un modo non allineato rispetto al modello di canzone italiana standard. Estensione e potenza, unite alla passione blues, alimentano la sua vocalità, come confermano, dopo gli esordi con il brano Come ti vorrei, versione italiana di Cry to Me di Solomon Burke, una serie di canzoni, fin quasi alle soglie del 1970, riadattamento in lingua italiana di brani di cantanti soul, blues e gospel afroamericani. Tra queste ricordiamo Le montagne (Ci amiamo troppo), cover di River Deep - Mountain High di Ike & Tina Turner (1967) e Senza Catene, cover di Unchained Melody dei Righteous Brothers (1969); negli anni successivi il blues ha continuato a esercitare un forte fascino per la Zanicchi che, pur seguendo altri generi più tradizionali, lo ha sperimentato anche nell'album Come mi vorrei (1991) fino all'ultima Lacrime e buio, cover di "Love is a Lie" della cantautrice blues statunitense Beth Hart contenuta nell'album Gargana (2022).

Soprattutto durante gli anni '70 Iva Zanicchi ha cambiato stile innumerevoli volte. La cantante stessa ha dichiarato:
 È la collaborazione con parolieri come Sergio Endrigo e Mikis Theodorakis che le impone un cambio di rotta. Abbandona quasi del tutto lo stile Rhythm & blues e la musica nera in generale e decide di intraprendere un cammino di ricerca musicale più alternativa. Brani come Un uomo senza tempo (1970), L'arca di Noè (1970) e La riva bianca, la riva nera (1971), pur non raggiungendo, nei testi, livelli letterari particolarmente elevati, anche se toccanti e con uno stile diretto e immediato, mostrano la sua nuova propensione per un repertorio più difficile per le orecchie commerciali. Con album come Caro Theodorakis... Iva (1970), Shalom (1971) e Io sarò la tua idea (1975) Iva Zanicchi decide di non legarsi a certi stereotipi e di volersi svincolare dalla tradizione melodica italiana più tipica. Non è più soltanto l’interprete del repertorio sentimentale classico ma di una musica intessuta di memoria, che vuole esprimere l'essenza profonda di un Paese e dove le emozioni sono più legate alla terra, alle radici, alle tradizioni e alla famiglia. Non è difficile notare l'influenza della musica e dei canti tradizionali e folclorici, che la portano, talvolta, a sconfinare verso campi musicali ancora parzialmente vergini per gli italiani, come il fado portoghese, per esempio in Nonostante lei (1972) e nella recente Sangue nero (2021), o la morna capoverdiana (è il caso di Cuore profumato del 2012). Pressata da esigenze discografiche, con album come Dall'amore in poi (1972) e Le giornate dell'amore (1973) coltiva anche il genere più propriamente melodico, per interpretare l'amore in tutti i suoi momenti interiori, in tutte le sue sfumature ed emozioni.
Una vocalità particolarmente espressiva  la porta a cimentarsi, nel corso degli anni, con la musica brasiliana di Roberto Carlos Braga e con le canzoni di Stevie Wonder, con il repertorio di Aznavour (Caro Aznavour del 1971), con quello napoletano (Cara Napoli del 1977) e, successivamente, con i classici della musica spagnola e sudamericana, in modo particolare il tango, negli album Nostalgias (1981), Yo, por amarte (1982) e Fossi un tango (2003), e nella canzone Milango (2011) fino al jazz e allo swing dell'album In cerca di te (2013) e al ritmo afro-house della hit estiva Dolce far niente in collaborazione con i dj A-Clark e VINNY.
A conferma di questa grande poliedricità artistica vi è, verso la fine degli anni settanta e quindi negli anni ottanta, il passaggio alla musica pop. Con un ulteriore e repentino cambiamento di stile, tra il 1979 e il 1988, presenta al pubblico una serie di brani in cui comincia a mostrare una voce sempre più "nera": A parte il fatto, canzone dall'andamento in crescendo, Ardente, brano originale e aggressivo, caratterizzato da un sound molto seventies, Aria di luna, canzone caratterizzata da tastiere a profusione e ritmica martellante, per arrivare fino a Volo e Kajal dell'album Nefertari (1988).

## Canzoni rifiutate
- 1967 - L'immensità: composta da Mogol, Don Backy, canzone partecipante al Festival di Sanremo 1967 nell'interpretazione dello stesso Don Backy e di Johnny Dorelli.
- 1968 - Canzone per te: composta da Luis Bacalov, Sergio Bardotti e Sergio Endrigo e vincitrice del Festival di Sanremo 1968 nell'interpretazione dello stesso Endrigo e di Roberto Carlos Braga.[90]
- 1969 - Non credere: composta da Mogol e Roberto Soffici e poi cantata da Mina.[91]
- 1971 - Sono una donna, non sono una santa: composta da Eros Sciorilli e Alberto Testa e poi cantata da Rosanna Fratello.[92]
- 1978 - Wagon Lit: composta da Cristiano Malgioglio e Corrado Castellari e poi cantata da Ornella Vanoni.[93]

## Filmografia

### Cinema
- Le italiane e l'amore, di registi vari (1961)
- La notte dell'addio, regia di Renato Borraccetti (1967)
- Una ragazza tutta d'oro, regia di Mariano Laurenti (1967)
- 28 minuti per 3 milioni di dollari, regia di Maurizio Pradeaux (1967)
- La carpa del amor, regia di Julio Porter (1979)
- L'ultimo capodanno, regia di Marco Risi (1998)
- W gli sposi, regia di Valerio Zanoli (2017)
- Spera Teresa, regia di Damiano Giacomelli – cortometraggio (2019)
- Il circo delle meraviglie, regia di Mario Chiavalin (2024)

### Televisione
- Gli amici del bar, regia di Maurizio Corgnati – miniserie TV (1971)
- I tre moschettieri, regia di Beppe Recchia – miniserie TV (1991)
- L'Odissea, regia di Beppe Recchia – miniserie TV (1991)
- Caterina e le sue figlie – serie TV, 13 episodi (2005-2010)
- L'ispettore Coliandro – serie TV, episodio 7x03 (2018)

## Programmi televisivi
- Festival di Castrocaro (Programma Nazionale, 1962) – concorrente
- Gran Premio (Programma Nazionale, 1963) – concorrente
- Festival di Zurigo (Secondo Programma, 1963) – concorrente
- Rassegna Internazionale di Musica Leggera di Venezia (Secondo Programma, 1964) – concorrente
- Cantastampa (Programma Nazionale, 1964) – concorrente
- La prova del nove (Programma Nazionale, 1965) – concorrente
- Solo musica (Programma Nazionale, 1967)
- Festival di Sanremo (Programma Nazionale, 1965-1970, 1974; Rete 1, 1977, 1979; Rai 1, 1984, 2001, 2003, 2005, 2009, 2022, 2025)[94]
- Senza rete (Programma Nazionale, 1969-1970)
- Sai che ti dico? (Programma Nazionale, 1972)
- Applaudiamoli insieme (Programma Nazionale, 1972)
- Totanbot (Programma Nazionale, 1975)
- Tra noi (Rete 1, 1976)
- Fabio il minimo (Rete 1, 1977)
- Una valigia tutta blu (Rete 1, 1979)
- Premiatissima (Canale 5, 1983-1984) – concorrente
- Concerto di primavera (Rete 4, 1985)
- Facciamo un affare (Canale 5, 1985-1986)
- Ok, il prezzo è giusto! (Italia 1, 1987; Rete 4, 1987-1988, 1996-2000; Canale 5, 1988-1996)
  - Ok, il prezzo è giusto! - I ragazzi della 3ª C (Italia 1, 1987)
  - Ok, il prezzo è giusto! Estate (Canale 5, 1989)
  - Ok, il prezzo è giusto! Speciale (Rete 4, 1990-1991)
  - Sabato OK (Rete 4, 1992)
- Una rotonda sul mare (Canale 5, 1989-1990) – concorrente
- Gran festa italiana (Canale 5, 1989)
- C'era una volta il festival (Canale 5, 1990) – concorrente
- Holiday on Ice (Canale 5, 1990)
- Domenica è sempre domenica (Rete 4, 1991)[95]
- Estate 5 (Canale 5, 1991)
- La festa della mamma (Canale 5, 1992)
- 6 - - (Rete 4, 1993)
- Buona Domenica (Canale 5, 1993-1995; 1998-2000; 2006-2008) – ospite fissa
- La grande avventura (Canale 5, 1995)
- Trenta ore per la vita (Reti Mediaset, 1995) – inviata
- Una sera c'incontrammo (Rete 4, 1995)
- Viva Napoli (Canale 5, 1995; Rete 4, 1997, 2002) – concorrente
- Iva Show (Rete 4, 1996-1998)
- Ma l'amore sì (Rete 4, 1996) – concorrente
- Musica, maestro! (Rete 4, 1996)
- Ballo, amore e fantasia (Rete 4, 1997)
- 100 milioni + Iva (Rete 4, 1997)
- Indagine sulla canzone truccata (Canale 5, 25 febbraio 1998)
- Momenti di gloria (Canale 5, 1999-2000) – giurata
- Domenica in (Rai 1, 2000-2001)
  - Domenica in - Speciale Sanremo (Rai 1, 2001)
- Cari amici miei (Italia 1, 2001)
- Sembra ieri (Rete 4, 2001-2002)
- Testarda io - Iva, le donne, la musica (Rete 4, 2002)
- Festival di Napoli (Rete 4, 2002)
- Io tra di voi (Rete 4, 2002)
- La fattoria (Italia 1, 2004) – opinionista
- Il Piattoforte (Canale 5, 2005)
- Music Farm (Rai 2, 2005-2006) – concorrente (2005); opinionista (2006)
- Milano Gospel Festival (Telepace, 2006)
- Cuochi e fiamme Celebrities (LA7, 2012) – concorrente
- Speciale Uomini e donne - Le olimpiadi della TV (Canale 5, 2017) – giurata
- Selfie - Le cose cambiano (Canale 5, 2017) – mentore
- 60 Zecchini (Rai 1, 2017) – giurata
- Sanremo Young (Rai 1, 2018) – giurata
- Tú sí que vales (Canale 5, 2018) – giudice popolare
- CR4 - La Repubblica delle Donne (Rete 4, 2018-2020) – opinionista
- Grande Fratello (Canale 5, 2019) – opinionista
- All Together Now (Canale 5, 2019-2020) – giurata
  -  All Together Now - La supersfida (Canale 5, 2020)
- L'isola dei famosi (Canale 5, 2021) – opinionista
- Venus Club (Italia 1, 2021) – opinionista
- D'Iva (Canale 5, 2021)
- Le Iene (Italia 1, 2021) – co-conduttrice
- Il cantante mascherato (Rai 1, 2022-2023) – guest star (2022); giurata (2023)
- Name That Tune - Indovina la canzone (TV8, 2022) – concorrente 1ª puntata
- Ballando con le stelle (Rai 1, 2022) – concorrente
- Affari tuoi - Speciale Emilia Romagna (Rai 1, 2023) Concorrente VIP
- Io canto Generation (Canale 5, 2023-2024) – coach (2023); giurata (2024)
  -  Io canto Family (Canale 5, 2024) – coach
  -  Io canto Senior (Canale 5, 2025) – giurata

## Teatro
- Tra noi, con Walter Chiari e Tony Renis (1973-1974)
- I sette peccati capitali, balletto cantato su testi di Bertolt Brecht (1976)
- Tre donne in cerca di guai, regia di Nicasio Anzelmo, con Corinne Cléry e Barbara Bouchet (2015-2017)
- Due donne in fuga, regia di Nicasio Anzelmo, con Marisa Laurito (2017-2018)
- Una vita da Zingara, regia di Giampiero Solari e Paola Galassi (2018)
- Men in Italy - The Musical Fashion Show, regia di Alfonso Lambo (2018-2019)
- Sono nata di luna buona, regia di Cristina Redini (2019)
- Le convenienze ed inconvenienze teatrali di Gaetano Donizetti, drammaturgia di Alberto Mattioli, partecipazione straordinaria alla prima del 19 novembre 2021.

## Radio
- Il gioco dei tre (1970)
- Pomeriggio con... (1975)
- Mattinando con... Iva Zanicchi (1997)

## Pubblicità
- Caffè Sao (1987)
- Detersivo Rio CasaMia (1992)
- Compagnia telefonica Tim (1998)
- Formaggio Auricchio (2000)
- Bevande Ristora (2023)
- Mipiacecosì (2025)